# Baylis, Illinois
Baylis là một làng thuộc quận Pike, tiểu bang Illinois, Hoa Kỳ. Năm 2010, dân số của làng này là 205 người.

## Dân số
Dân số qua các năm:
- Năm 2000: 265 người.
- Năm 2010: 205 người.